# Acantholipes regularis
Acantholipes regularis là một loài bướm đêm thuộc họ Erebidae. Nó được tìm thấy ở miền nam châu Âu, Cận Đông và Trung Đông, miền tây Trung Quốc, Afghanistan, Iran và Ả Rập Xê Út.
Có hai lứa trưởng thành một năm. Con trưởng thành bay từ tháng 4 đến tháng 5 và tháng 9.
Ấu trùng ăn Glycyrrhiza glabra.